# لويس ر. جونز
لويس ر. جونز (بالإنجليزية: Louis R. Jones)‏ هو عسكري أمريكي، ولد في 29 يونيو 1895 في فيلادلفيا في الولايات المتحدة، وتوفي في 2 فبراير 1973.